# 揚·科皮奇
揚·科皮奇（1990年6月4日—）是一位捷克足球運動員。在場上的位置是中場。他現在效力於捷克足球甲級聯賽球隊柏辛域陀尼亞足球會。他也代表捷克國家足球隊參賽。

## 外部連結
- Profile at iDNES.cz （页面存档备份，存于）